# Filowskij Park
Filowskij Park (ros. Филёвский парк – Filowski park) – stacja moskiewskiego metra linii Filowskiej (kod 062). Nazwa pochodzi od rejonu Filowskij Park w zachodnim okręgu administracyjnym Moskwy, gdzie jest położona. Wyjścia prowadzą na ulice Małaja Filjowskaja, Minskaja (pod którą stacja się znajduje), Sesławinskaja i Oleko Dundicia (Aleksa Dundić był rosyjskim rewolucjonistą jugosłowiańskiego pochodzenia, odznaczonym orderem Czerwonego Sztandaru).

## Konstrukcja i wystrój
Stacja jest naziemna, posiada jeden peron. Westybule (remontowane w 2005 roku) i pojedynczy rząd kolumn na stacji pokryto szarym marmurem. Zadaszenie stacji stanowi wiadukt samochodowy, do którego przymocowano oświetlenie. Stacja jest jedną z bardziej zniszczonych stacji powierzchniowych poprzez działanie pogody, drgania spowodowane ruchem kołowym jak i przez ludzkie zaniedbania w ciągu ostatnich 4 dekad, przez co wymaga renowacji.